# Rafael Camacho
Rafael Camacho (Lissabon, 22 mei 2000) is een Portugees voetballer van Angolese afkomst die doorgaans als middenvelder speelt. Hij verruilde Liverpool in juli 2019 voor Sporting Lissabon.

## Carrière
Camacho verruilde op dertienjarige leeftijd de jeugdopleiding van Sporting Lissabon voor die van Manchester City. Na een korte uitleenbeurt aan Real Sport Clube in eigen land koos hij in 2016 voor Liverpool. Bij die club maakte hij drie jaar later zijn profdebuut: op 7 januari 2019 kreeg hij in de FA Cup een basisplaats tegen Wolverhampton Wanderers, als rechtsachter. Twaalf dagen later volgde zijn debuut in de Premier League, tegen Crystal Palace, waartegen hij in de blessuretijd mocht invallen voor Mohamed Salah.  
In juni 2019 maakte Camacho de overstap naar zijn ex-club Sporting Lissabon, dat 5 miljoen Britse pond voor hem neertelde. Dat bedrag kan door clausules oplopen tot 7 miljoen pond.

## Clubstatistieken
| Seizoen         | Club              | Competitie      | Competitie | Competitie | Beker | Beker | Supercup | Supercup | Europees | Europees | Totaal | Totaal |
| Seizoen         | Club              | Competitie      | Wed.       | Dlp.       | Wed.  | Dlp.  | Wed.     | Dlp.     | Wed.     | Dlp.     | Wed.   | Dlp.   |
| --------------- | ----------------- | --------------- | ---------- | ---------- | ----- | ----- | -------- | -------- | -------- | -------- | ------ | ------ |
| 2018/19         | Liverpool FC      | Premier League  | 1          | 0          | 1     | 0     | —        | —        | 0        | 0        | 2      | 0      |
| 2019/20         | Sporting Lissabon | Primeira Liga   | 19         | 0          | 3     | 1     | 0        | 0        | 4        | 0        | 26     | 1      |
| Carrière totaal | Carrière totaal   | Carrière totaal | 20         | 0          | 4     | 1     | 0        | 0        | 4        | 0        | 28     | 1      |

Bijgewerkt op 20 augustus 2020.
1 Israel ·
2 Reis ·
3 St. Juste ·
5 Morita ·
6 Debast ·
8 Gonçalves ·
9 Gyökeres ·
10 Edwards ·
11 Santos ·
13 Kovačević ·
17 Trincão ·
19 Harder ·
20 Araújo ·
21 Catamo ·
22 Fresneda ·
23 Bragança ·
25 Inácio ·
26 Diomande ·
41 Callai ·
42 Hjulmand  ·
47 Esgaio ·
57 Quenda ·
72 Quaresma ·
Coach: Amorim